# کراسبی کراسینگ (آریزونا)
کراسبی کراسینگ (به انگلیسی: Crosby Crossing) یک منطقهٔ مسکونی در ایالات متحده آمریکا است که در آریزونا واقع شده‌است. کراسبی کراسینگ ۲٬۶۳۹ متر بالاتر از سطح دریا واقع شده‌است.